# Weltsprache
Als Weltsprache oder internationale Verkehrssprache wird eine Sprache bezeichnet, die als Verkehrssprache weit über ihr ursprüngliches Sprachgebiet hinaus Bedeutung erlangt hat. Die Zahl der Sprecher allein ist dabei nicht ausschlaggebend, sondern es muss auch noch die weite Verbreitung über das autochthone (alteingesessene) Ursprungsgebiet der Sprache hinzukommen. Chinesisch, Hindi und Bengali oder auch Deutsch sind daher trotz der hohen Sprecherzahl nicht als Weltsprachen im engeren Sinne anzusehen, sondern lediglich als lokal begrenzte Vernakulärsprachen mit großer Population.
Solche internationalen Verkehrssprachen werden von vielen Menschen unterschiedlicher Nationalitäten als Erst- oder Zweitsprachen gesprochen und verstanden, sie dienen als Lingua franca in der Diplomatie oder bei internationalen Handelskontakten sowie bei der Wissensvermittlung; häufig sind die Weltsprachen auch Amtssprachen in mehreren Ländern oder internationalen Organisationen.
Spätestens seit dem Ende des Zweiten Weltkriegs ist Englisch als Weltverkehrssprache die international bedeutendste Weltsprache.

## Entwicklung von Weltsprachen
Die meisten Weltsprachen entstanden durch kriegerische Expansionen von Staaten, in denen die entsprechende Sprache gesprochen wurde, und anschließende langdauernde Hegemonie der eroberten Gebiete. Dies gilt für alle Regionen der Erde und sowohl für die Weltsprachen der Antike wie für jene der Neuzeit oder der Gegenwart.
So schwingt in dem Begriff Weltsprache stets ein gewisser imperialer Hintergrund mit, der von Sprechern kleinerer Sprachen als repressiv empfunden werden kann. Dies galt bereits für die Weltsprache der klassischen Antike, das Altgriechische, dessen Verbreitung sich vor allem auf den Feldzug Alexanders des Großen zurückführen lässt.

### Historische Weltsprachen
Als Weltsprachen der Antike gelten Babylonisch, Aramäisch, Griechisch, Latein, Persisch und Chinesisch.
Das mit der Ausbreitung des Römischen Reiches zur Weltsprache avancierte Lateinische behielt diesen Status als Kirchensprache, Literatur- und juristische Sprache bis ins 17. Jahrhundert. Im Spätmittelalter war Mittelniederdeutsch aufgrund der Bedeutung der Hanse die lingua franca im gesamten Ostseeraum.
Sanskrit und Pali waren im Zusammenhang mit der Ausbreitung des Hinduismus und Buddhismus im ersten nachchristlichen Jahrtausend Weltsprachen in Süd- und Südostasien.
Mit der islamischen Expansion seit dem frühen Mittelalter begann der Aufstieg des Arabischen zur Weltsprache.
Auch die Turksprachen waren während der Zeit der Kök-Türken und während des Mongolischen Reiches eine Weltsprache.

### Neuzeitliche Weltsprachen
Viele der neuzeitlichen Weltsprachen sind ehemalige Kolonialsprachen, deren Verbreitung auf anderen Kontinenten vor allem durch Eroberung, Kolonisation und Ausrottung erfolgte. Indigene Sprachen wurden insbesondere in Kolonien, die nach dem Prinzip des Direct Rule beherrscht wurden, bekämpft, verboten und unterdrückt; umgekehrt wurde dafür aber durch die assimilatorische Annahme z. B. der französischen Sprache und Kultur volle Teilhabe an der Zivilisation in Aussicht gestellt. In Kolonialstaaten, die nach dem Prinzip des Indirect Rule beherrscht wurden (britische und deutsche Kolonien), blieb der Erwerb der Sprache der Kolonialmächte vorwiegend derjenigen Elite vorbehalten, die die einfache Bevölkerung kontrollieren sollte. Der Fortbestand indigener Sprachen in breiten Kreisen der Bevölkerung war in diesem Machtmodell als wirksame Aufstiegsbarriere sogar ausdrücklich erwünscht.
Der Besitz eines großen Kolonialreichs führte bei vielen europäischen Kolonialmächten zum Aufstieg ihrer Nationalsprache zur Weltsprache, so beim Englischen, Französischen, Spanischen und Portugiesischen. Französisch hatte dabei bereits im 17. Jahrhundert in Europa Latein als Sprache der Aristokraten und Gebildeten abgelöst und behielt diesen Status mindestens bis zur Revolution von 1789.
Das Russische erlangte seine Bedeutung erst durch die Expansion Russlands bis nach Ostasien; nach dem Zweiten Weltkrieg wurde diese Bedeutung durch die Dominanz der Sowjetunion für den Ostblock bzw. die kommunistische Welt weiter etabliert. Seit dem Zerfall der Sowjetunion sinkt die Bedeutung des Russischen wieder. In Osteuropa und in einigen ehemaligen Sowjetrepubliken ist das Erlernen der russischen Sprache drastisch zurückgegangen.

#### Weltsprachen in speziellen Zusammenhängen
Das Französische erlangte im 17. Jahrhundert als Sprache der Diplomatie, des Postwesens und des europäischen Adels seine Bedeutung als führende Weltsprache. Für die Diplomatie kann sogar konkret das Jahr 1714 mit dem Frieden von Rastatt angegeben werden.
Das Deutsche wurde ab dem Ende des 18. Jahrhunderts infolge der Weimarer Kulturpolitik (siehe Weimarer Klassik, vertreten durch Dichter und Politiker wie Goethe, Schiller und die Brüder Humboldt, aber auch durch die Wichtigkeit der Schriften der philosophischen Aufklärung, insbesondere Kants, siehe: Dichter und Denker) eine sehr bedeutende Sprache in Wissenschaft und Kunst; es verlor diesen Status jedoch nach der Isolierung während des Wilhelminismus mit den Niederlagen in den beiden Weltkriegen.
Kleinere kulturelle Nischen, in denen bestimmte Sprachen immer noch weltweit maßgeblich sind, sind das Ballett mit der französischen und die klassische Musik mit der italienischen Sprache.

## Verbreitung von Weltsprachen Anfang des 21. Jahrhunderts
Englisch ist als Lingua franca der internationalen Diplomatie, der internationalen Wirtschaftsbeziehungen sowie des internationalen wissenschaftlichen und kulturellen Austauschs die einzige im Wortsinne weltweit gebräuchliche Verkehrssprache und die bedeutendste Weltsprache.
Die großen Sprachen Chinesisch (Mandarin), Französisch, Englisch, Russisch und Spanisch sind seit 1946 Amtssprachen der Vereinten Nationen. 1973 kam Arabisch als sechste Amtssprache hinzu.
Mandarin ist die wichtigste der chinesischen Sprachen und hat mehr Muttersprachler als Englisch und Spanisch zusammen.
Hindi/Urdu bzw. deren Mischform Hindustani wird fast ausschließlich in den ursprünglichen Sprachräumen Indien und Pakistan gesprochen; dasselbe gilt für Bengalisch und dessen Sprachräume Bangladesch und Westbengalen sowie Japanisch und den Sprachraum Japan. Diese Sprachen werden daher – trotz der großen Zahl der Sprecher – normalerweise nicht als Weltsprachen gerechnet. Dass durch die weltweiten Migrationsbewegungen infolge der Globalisierung seit Mitte des 20. Jahrhunderts größere Sprechergruppen südasiatischer Sprachen dauerhaft auch außerhalb des ursprünglichen Sprachraums leben, beispielsweise in Großbritannien oder den USA, hat bisher (Stand 2011) nicht dazu geführt, dass die Sprachen in den neuen Siedlungsgebieten zu Verkehrssprachen geworden wären.